# 헝산향

헝산 향의 위치

헝산향(한국어: 횡산향, 중국어: 橫山鄉, 병음: Héngshān Xiāng)은 중화민국 신주 현의 향이다. 넓이는 66.3502km2이고, 인구는 2015년 8월 기준으로 13,582명이다.

## 교통
- 타이완 철로관리국 네이완 선